# Bellona (Włochy)
Bellona – miejscowość i gmina we Włoszech, w regionie Kampania, w prowincji Caserta.
Według danych na rok 2004 gminę zamieszkiwało 5109 osób, 464,5 os./km².
Urodził się tu dyplomata papieski abp Paolino Limongi.